# Colour the Small One
Colour the Small One este cel de-al treilea album de studio al cantautoarei australiane Sia, care a fost lansat în Australia și în Regatul Unit pe data de 19 ianuarie 2004. Acesta a fost publicat în Statele Unite ale Americii la data de 3 februarie 2004. Jimmy Hogarth a fost responsabil pentru producția albumului, care de asemenea a compus trei piese și a asigurat diverse instrumente muzicale. Acesta a fost relansat pe data de 10 ianuarie 2006 în Statele Unite ale Americii, după ce piesa „Breathe Me” a devenit populară pe radio-ul alternativ, în urma includerii sale ca piesa de închidere în finalul serii de dramă Six Feet Under de pe HBO (difuzat pe august 2005). Albumul s-a poziționat la numărul 14 pe clasamentul de albume Billboard Top Heatseekers. În iulie 2011 „Breathe Me” a fost inclus în filmul televiziv cyberbu//y de pe ABC Family.

## General și înregistrare
Din anul 2000, Sia s-a bazat în Regatul Unit și albumul solo precedent, Healing Is Difficult, a apărut în 2001, cu toate acestea ea a fost nemulțumită de promovarea albumului. Sia și-a concediat managerul, a plecat de la Sony Music și a semnat un contract cu Go! Beat Records, o filială cu Universal Music Group. Albumul a fost inregistrat in anul 2003 la Heliocentric Studios în Rye cu producerea lui Jimmy Hogarth. Sia acreditează cea mai mare influență asupra noul ei album ca turneul cu Zero 7.
Toate piesele sunt compuse de Sia, cinci din cele unsprezece piese originale sunt compuse cu chitaristul bas, Samuel Dixon. Hogarth de asemenea a compus trei piese cu Furler și a asigurat diferite instrumente. Piesa „The Bully” este compusă de Furler cu muzicianul american, Beck. Alte două piese de pe sesiunile Colour the Small One au fost compuse cu Beck, dar nu au fost utilizate. „Natale's Song” are vocale de fundal din partea cântăreței britanice Sophie Barker, care a lucrat anterior cu Sia pentru single-ul lui Zero 7, „Destiny” (august 2001). Un alt cântăreț britanic, Yvonne John Lewis, o include în „The Church of What's Happening Now”, ca vocalist de fundal.

## Lansare și promovare

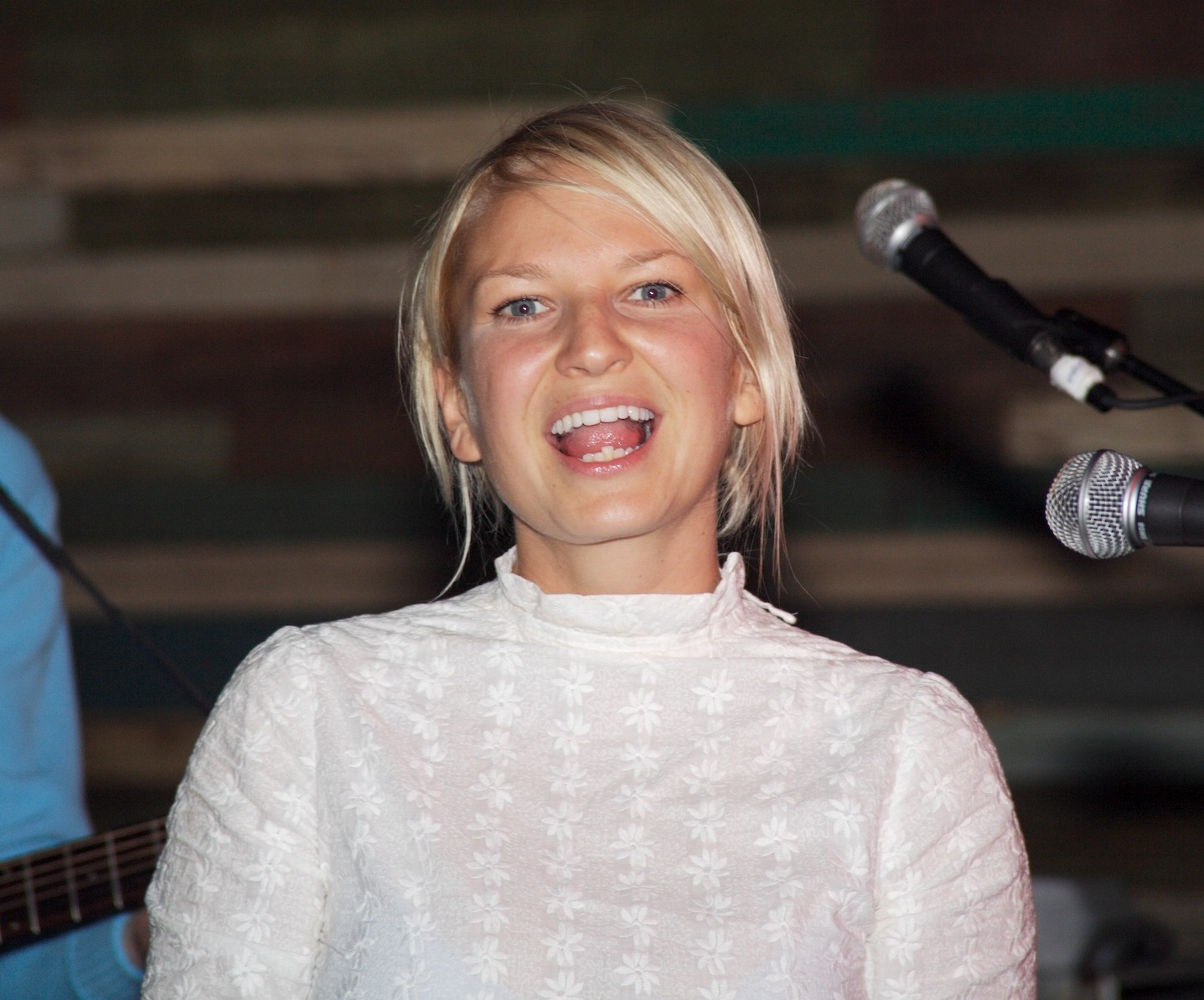
Sia la The Parish în Austin, 2006

Versiunea inițială australiană al albumului Colour the Small One a avut unsprezece piese, cu „Butterflies” adăugat pentru versiunile ulterioare. Piesa „Don't Bring Me Down” a fost lansată ca single-ul principal în Australia la sfârșitul anului 2003. Acesta a fost reambalat ca un extended play (EP) de patru piese, Don't Bring Me Down, pentru lansarea din Regatul Unit. Când a fost lansat in 2004, „Breathe Me”, a fost primul single în majoritatea piețelor din afara Australiei, în timp ce „Don't Bring Me Down” a fost al doilea. „Breathe Me” a ajuns pe locul 71 pe UK Singles Chart, în mai 2004, în timp ce al treilea single, „Where I Belong”, a ajuns la top 100, dar cel de-al patrulea single, „Numb”, nu a fost prezent în clasament. Colour the Small One a ajuns în top 200 pe UK Albums Chart din Regatul Unit. În promovarea albumului, Go! Beat Records a oferit un „Making-Of” video. Videoclipurile au fost filmate pentru doua piese, „Breathe Me” și „Sunday”, în timp ce o animație a fost făcută pentru „Numb”. Un videoclip a fost filmat mai târziu pentru „Don't Bring Me Down”, dar s-a prezentat versiunea live care a apărut, în aprilie 2007, pe albumul live, Lady Croissant.
După ce „Breathe Me” a fost folosit în finalul serialul de televiziune Six Feet Under (difuzat pe august 2005), albumul a fost relansat pe data de 10 ianuarie 2006 în Statele Unite ale Americii, într-o versiune extinsă cu 16 piese. Albumul a ajuns pe locul 14 pe Billboard Top Heatseekers Albums Chart. „Breathe Me” a caștigat popularitate pe rock alternativ și stații de radio alternative pentru adulți. În anul 2007, „Breathe Me” a fost folosit în reclame de televiziune pentru Cooper University Hospital din South New Jersey, Statele Unite ale Americii. În aprilie 2008, „Breathe Me” a fost prezentat la telenovela germană, Verbotene Liebe când super cuplul gay Christian Mann și Oliver Sabel s-au îmbrățișat pentru prima dată ca doi iubiți la televiziunea germană. De asemenea, în octombrie 2008, în timp ce la Tokyo Game Show Ubisoft a dezvăluit un trailer pentru viitorul lor video joc Prince of Persia care a folosit piesa „Breathe Me”. Multe dintre reclamele de pe NBC pentru Jocurile Olimpice de vară din 2008 prezintă clipuri din „Breathe Me” și piesa a fost de asemenea utilizată pentru reclama Coca-Cola în timpul Jocurilor Olimpice de Iarnă din 2010. Filmul Cyberbully de asemenea a utilizat „Breathe Me” în timpul scenei în care Taylor intră într-o depresie de sinucidere. „Numb” a fost prezentat într-un episod din Nip/Tuck (Sezonul 3, Episodul #33 „Rhea Reynolds”), a fost pus la sfârșitul episodului. De asemenea este utilizat în mod regulat în serialul de televiziune din Regatul Unit Holby City și a fost pus în telenovela din Regatul Unit, Hollyoaks de mai multe ori. Acesta a fost de asemenea utilizat într-un episod din The Hills.

## Criticii
Colour the Small One a primit recenzii favorabile în general, conform site-ului Metacritic de recenzii de 77 din 100 bazat pe 15 critici profesionali. Jon O'Brien de la  Allmusic a observat că „șoptitele, vocale intime ale lui Furler sunt înconjurate de o noanță-folk acustică electronică”. Chriss Ott de la Pitchfork a găsit albumului „caleidoscopul downtempo de durere și progresul care nu poate să-și păstreze tot ceea ce depășeste, dar oferă momente îndrăznețe și de strălucire”. Carmine Pascuzzi de la Mediasearch a descris asigurarea lui Furler că oferă „scânteie pentru gustul acustic/răcit de astăzi”, cu un album „mai experimental” decât Healing Is Difficult.

## Ordinea pieselor pe disc
| Versiunea standard — 48:18 |                                      |                                          |        |      |
| Nr.                        | Titlu                                | Muzică                                   | Durată | Note |
| 01.                        | „Rewrite”                            | Samuel Dixon, Sia Furler                 | 4:45   | —    |
| 02.                        | „Sunday”                             | Samuel Dixon, Sia Furler                 | 4:17   | [A]  |
| 03.                        | „Breathe Me”                         | Dan Carey, Sia Furler                    | 4:34   | [A]  |
| 04.                        | „The Bully”                          | Beck Hansen, Sia Furler, Jimmy Hogarth   | 3:51   | —    |
| 05.                        | „Sweet Potato”                       | Kevin Cormack, Sia Furler, Jimmy Hogarth | 4ː00   | —    |
| 06.                        | „Don't Bring Me Down”                | Sia Furler, Blair MacKichan              | 4:25   | [A]  |
| 07.                        | „Natale's Song”                      | Samuel Dixon, Sia Furler                 | 2:32   | —    |
| 08.                        | „Butterflies”                        | Kevin Cormack, Sia Furler, Jimmy Hogarth | 3:26   | [B]  |
| 09.                        | „Moon”                               | Samuel Dixon, Sia Furler, Jimmy Hogarth  | 5:02   | —    |
| 10.                        | „The Church of What's Happening Now” | Samuel Dixon, Sia Furler                 | 4:27   | —    |
| 11.                        | „Numb”                               | Sia Furler, Felix Howard, James McMillan | 4:40   | [A]  |
| 12.                        | „Where I Belong”                     | Samuel Dixon, Sia Furler                 | 5:45   | [A]  |

| Versiunea lansată în Statele Unite ale Americii — 68:00 |                                      |                            |        |      |
| Nr.                                                     | Titlu                                | Muzică                     | Durată | Note |
| 13.                                                     | „Broken Biscuit”                     | Chad Fischer, Sia Furler   | 4:55   | —    |
| 14.                                                     | „Sea Shells”                         | Sia Furler, Larry Goldings | 4:51   | —    |
| 15.                                                     | „Breathe Me” (Four Tet remix)        | Dan Carey, Sia Furler      | 5:03   | —    |
| 16.                                                     | „Breathe Me” (Ulrich Schnauss remix) | Dan Carey, Sia Furler      | 4:53   | —    |

Note
- A ^ Extras pe disc single.
- B ^ Doar în versiunea internațională al albumului.

## Clasamente
| Clasament (2006)                       | Poziție maximă |
| -------------------------------------- | -------------- |
| Irlanda (IRMA)                         | 117            |
| Statele Unite ale Americii (Billboard) | 14             |

## Istoricul lansărilor
| Țară                       | Dată             | Casă de discuri                              | Ref    |
| -------------------------- | ---------------- | -------------------------------------------- | ------ |
| Australia                  | 19 ianuarie 2004 | Universal International Astralwerks Go! Beat | [ 21 ] |
| Regatul Unit               | 19 ianuarie 2004 | Universal International Astralwerks Go! Beat | [ 22 ] |
| Statele Unite ale Americii | 10 ianuarie 2006 | Universal International Astralwerks Go! Beat | [ 23 ] |